# Витне, Морис
Морис Витне (фр. Maurice Vittenet; 16 апреля 1928, Сен-Дизье — 1988) — французский аккордеонист и композитор лёгкой музыки.
Занял второе место на Чемпионате мира среди аккордеонистов в 1950 году и стал его победителем в 1951-м. Записал множество дисков с вальсами, маршами и другими танцевальными пьесами, постоянный участник популярных французских теле- и радиопрограмм, в том числе «Accords d’accordéon», «Le club des poètes» и др. Автор известного вальса «Тирольские каникулы» (фр. Vacances Tyroliennes).